# Puerto Ayacucho
Puerto Ayacucho é uma cidade da Venezuela, capital do estado de Amazonas e do município de Atures.